# جيمس لونغ
جيمس لونغ (بالإنجليزية: James Long)‏ هو سياسي أسترالي، ولد في 1870 في أستراليا، وتوفي في 23 ديسمبر 1932 في أستراليا. حزبياً، نشط في حزب العمال الأسترالي. وقد انتخب عضو مجلس النواب تسمانيا من الجمعية وانتخب عضو مجلس الشيوخ الأسترالي ‏ عن دائرة Tasmania ‏ (1 يوليو 1910 – 20 ديسمبر 1918).